# Даньбаїт
Даньбаїт — мінерал класу самородних елементів. Свою назву отримав від місця, де був виявлений — округу Даньба в Китаї.

## Характеристики
Даньбаїт — це природна інтерметалічна сполука міді та цинку з хімічною формулою CuZn₂. Кристалізується в ізометричній системі. Твердість за шкалою Мооса становить 4.
Згідно з класифікацією Нікеля-Штрунца, даньбаїт належить до «01.AB — Метали та металеві сплави, сімейство цинк-мідь» разом із такими мінералами — самородними елементами: кадмій, реній, цинк, титан, чжанхеніт, α-латунь, тонсіньїт і цинкокоперита, а також ще три види, досі без остаточної назви.

## Утворення і родовища
Знаходиться в родовищах платини, що містять мідь і нікель, в ультраосновних породах. Він був відкритий у 1983 році в родовищі елементів групи міді, нікелю та платини Yangliuping в Даньба (Сичуань, КНР). Це єдине місце, де його знайшли.